# Warcraft Rumble
Warcraft Rumble é um jogo de estratégia de ação e defesa de torre móvel gratuito de 2023 desenvolvido e publicado pela Blizzard Entertainment. Warcraft Rumble se passa no universo Warcraft. Foi lançado para iOS e Android em 3 de novembro de 2023 e para Windows em 10 de dezembro de 2024.

## Jogabilidade
Warcraft Rumble é uma estratégia móvel de defesa e ação de torre ambientada no universo Warcraft. Junto com as opções cooperativas e multijogador, há uma campanha para um jogador disponível. A ideia do jogo é usar o ouro que foi ganho passivamente para criar tropas que lutam automaticamente e avançam. Essas tropas podem assumir objetivos para aumentar seu suprimento de ouro e entrar em combate com forças hostis. Uma vez que as forças alcançaram e derrotaram o líder inimigo, o jogo acaba.
Dentro do mundo da série Warcraft, as tropas são separadas em muitas categorias conhecidas como famílias. Cada família consiste em grupos mais fortes com vários líderes que guiam as tropas.

## Desenvolvimento
Warcraft Rumble é um videogame gratuito de defesa de torre e estratégia de ação da Blizzard Entertainment. Em meados de 2021, o jogo entrou em fase alfa. Warcraft Rumble foi originalmente anunciado pela Blizzard Entertainment em 3 de maio de 2022, sob o título Warcraft Arclight Rumble. Durante seu desenvolvimento, o título passou por uma mudança de nome, simplificando para Warcraft Rumble. O jogo foi lançado mundialmente em 3 de novembro de 2023, coincidindo com a BlizzCon 2023.
Os criadores de Warcraft Rumble se inspiraram nos jogos de defesa de torre. A necessidade de fazer os personagens se destacarem em pequenas telas de telefone levou à decisão de incluí-los na lista de unidades do jogo. Cada modelo exigia uma silhueta distinta, além de um esquema de cores codificado. A Blizzard Entertainment desejava representação de todo o universo Warcraft, os desenvolvedores consideraram cuidadosamente outras facções além da Aliança e da Horda.